# Comuna Sadkî, Berdîciv
Sadkî (în ucraineană Садківська сільська рада) este o comună în raionul Berdîciv, regiunea Jîtomîr, Ucraina, formată din satele Sadkî (reședința) și Velîki Hadomți.

## Demografie
Componența lingvistică a satului Sadkî
     Ucraineană (99,05%)
     Alte limbi (0,95%)
Conform recensământului din 2001, majoritatea populației satului Sadkî era vorbitoare de ucraineană (99,05%), existând în minoritate și vorbitori de alte limbi.